# Haliotis elegans
Haliotis elegans is een slakkensoort uit de familie van de Haliotidae. De wetenschappelijke naam van de soort is voor het eerst geldig gepubliceerd in 1844 door Koch in Philippi.